# Heaven Sent
Heaven Sent is de vijfentwintigste aflevering van het zevende seizoen van het tienerdrama Beverly Hills, 90210, die voor het eerst werd uitgezonden op 9 april 1997.

## Verhaal
Mariah (zie Remember the Alamo) is naar Los Angeles gekomen om haar nieuwe boek te promoten, die gaat over engelen en dan vooral beschermengelen. Deze filosofie over engelen staat Tracy niet zo aan en dat laat ze ook blijken tegenover Brandon. Hij vermoedt dat er ook jaloersheid in mee speelt. Mariah trekt veel op met Kelly die haar filosofie wel aanstaat en dat werkt ook niet positief ten opzichte van Tracy. Mariah geeft ook een lezing op de universiteit die aanslaat bij de vriendengroep, met uitzondering van Tracy die dit eigenlijk wel lachwekkend vindt. Mariah nodigt ook iedereen uit voor een maanconcert, een klassiek concert onder de maan, en ze komen ook allemaal kijken met uitzondering van Tracy. Na afloop praten Brandon en Kelly wat na en dit eindigt in een kus.
Eindelijk is de grote dag aangebroken, de nieuwe film van Rob wordt vertoond op de openingsavond. Iedereen is uitgenodigd voor dit moment. Rob is redelijk nerveus en wil graag weten wat de rest ervan denkt over deze film. Na afloop hoort hij dat ze Rob wel goed vonden maar de film valt zwaar tegen. Dit komt hard aan bij Rob, Valerie spreekt hem moed in en vertelt hem dat ze dadelijk in de rij staan voor werk. Toch besluit Rob dat hij wil stoppen met acteren en vertelt dit aan Valerie en dat hij teruggaat naar zijn geboorteplaats. Valerie is het hier niet mee eens en wil hem overhalen om te blijven. Maar dit is tevergeefs en hij verlaat de stad met Valerie achterlatend.
David wil Donna een fijne avond bezorgen om een speciaal moment te vieren. Hij besluit een maaltijd te koken voor haar omdat hij anders nooit kookt. Donna weet niet wat hij van plan is en wil de avond eigenlijk afzeggen, maar omdat David zo aandringt gaat ze toch naar hem toe en wordt verrast met een etentje in de After Dark. Ze is verrast als ze ziet dat hij voor haar heeft gekookt.
Clare zit aan de computer te werken aan een werkstuk voor haar studie, terwijl ze aan de telefoon zit met Steve stoot ze een kop koffie om die op de computer valt en doorbrandt. Dit bezorgt Clare een hoop stress en dit reageert ze af op Steve die hierop ook geïrriteerd raakt. Steve baalt ervan dat ze hem de schuld geeft en zorgt met hulp van een computerexpert dat haar computer weer gemaakt wordt. Steve blijft boos op haar maar als zij hem een bos rozen stuurt vergeeft hij het haar.

## Rolverdeling
- Jason Priestley - Brandon Walsh
- Jennie Garth - Kelly Taylor
- Ian Ziering - Steve Sanders
- Brian Austin Green - David Silver
- Tori Spelling - Donna Martin
- Tiffani Thiessen - Valerie Malone
- Joe E. Tata - Nat Bussichio
- Kathleen Robertson - Clare Arnold
- Jill Novick - Tracy Gaylian
- Jason Lewis - Rob Andrews
- Maia Campbell - Mariah Murphy